# Декларация чувств
Декларация чувств (англ. Declaration of Sentiments) — декларация женского движения, принятая в 1848 году на конференции в Сенека-Фолсе (США).

## Краткое описание
Декларация была подписана 19 июля 1848 года 68 женщинами и 32 мужчинами — делегатами Первой конференции по правам женщин, проходившей в г. Сенека-Фолс (штат Нью-Йорк). Ключевым автором Декларации была Элизабет Кейди Стэнтон. Также роль в её написании играла квакер Лукреция Мотт. За образец Декларации была взята Декларация независимости США. Как говорилось в редакционной статье в газете «North Star», опубликованной Фредериком Дугласом, присутствовавшим на съезде и поддержавшем Декларацию, её «следует расценивать как основу мощного движения за гражданские, социальные, политические и религиозные права женщин».
Декларация поднимала такие важные вопросы, как равноправие женщин в правах собственности, в браке, в свободном выборе профессий, в получении полноценного образования и т. д. В Декларации, в частности, говорилось:

«Мы считаем самоочевидным следующие истины: все мужчины и женщины рождены равными — Господь наделил их определёнными неотъемлемыми правами: к таковым относятся жизнь, свобода и стремление к счастью; для защиты этих прав учреждаются правительства, власть которых зиждется на поддержке народа».

«… Принимая во внимание полное отсутствие гражданских прав у половины населения этой страны, её социальную и религиозную неполноценность, принимая во внимание вышеупомянутые несправедливые законы, а также то, что женщины чувствуют себя оскорблёнными, угнетёнными, обманным путём лишёнными своих священных прав, мы требуем, чтобы им были немедленно обеспечены все права и привилегии, которые принадлежат им как гражданам Соединённых Штатов…».